# Вуйович, Светозар

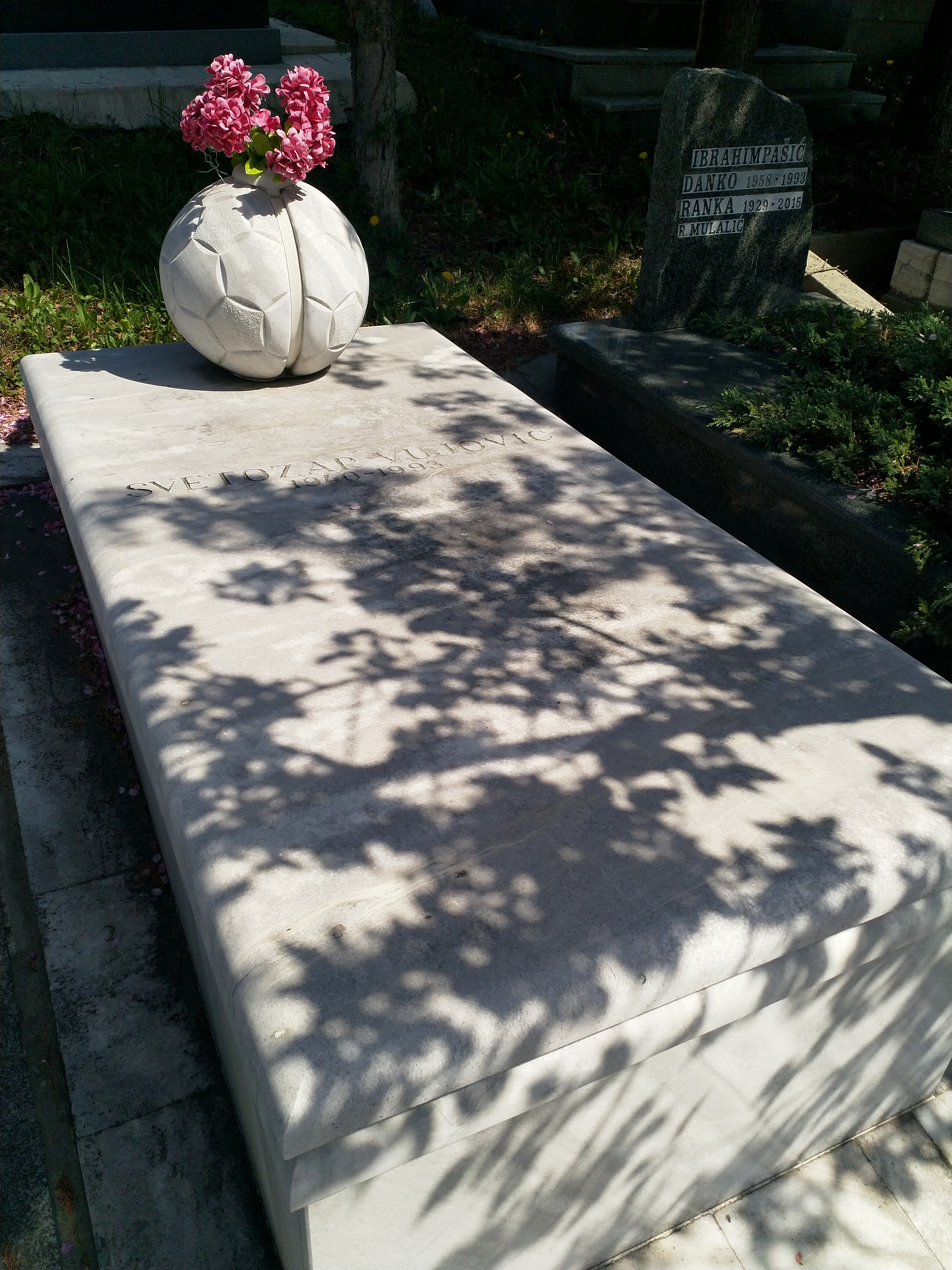
могила

Светозар Вуйович (босн. Svetozar Vujović; 3 марта 1940, Байци — 16 января 1993, Сараево) — югославский футболист и футбольный тренер.

## Биография
Начал выступать в качестве футболиста в составе любительской команды «Радник» из Хаджичей в 1957 году. Через два года его зачислили в состав клуба «Сараево», где Светозар играл на позиции защитника. Успешно он также выступал и на позиции центрального полузащитника. В составе команды он провёл 254 матча в рамках чемпионата Югославии и ещё 190 встреч в других матчах, забил восемь голов (из них только один в чемпионате). По числу отыгранных матчей занимает второе место в клубном списке. Свой первый и единственный титул чемпиона завоевал по итогам сезона 1966/1967.
В сборных выступал с 1962 года, когда впервые был приглашён в молодёжную сборную страны. Восемь встреч он провёл в футболке сборной Югославии, причём в первой и последней его команда играла против Румынии. Первая встреча состоялась 27 сентября 1963, последняя 22 октября 1964. Светозар играл на Олимпиаде 1964 года, которая проходила в Токио, однако там команда Югославии не завоевала медалей.
В 1971 году он завершил свою карьеру из-за развившейся аэрофобии, проведя совместно со своим одноклубником Бошко Античем прощальный матч летом 1972 года против лиссабонского «Спортинга». В 1973 году он вошёл в состав тренерского штаба команды и стал затем главным тренером. В 1975 году он стал директором команды, что гарантировало дальнейшее успешное выступление клуба в чемпионате Югославии.
Трагически погиб 16 января 1993 года в дни осады Сараева сербами.